# Passerelle Mativa
La passerelle Mativa (ou pont Hennebique) relie les deux rives de la Dérivation, entre le quai Mativa et le parc de la Boverie, à Liège,  en Belgique.

## Historique
Il s’agit d’un legs de l’exposition universelle de Liège de 1905 qui permettait aux visiteurs de transiter du quartier des Palais, installé dans le parc de la Boverie, à la plaine des Vennes transformée en quartier des Halls et des Jardins.
La construction de cet ouvrage fut décidée en 1904, après que le comité organisateur de l’exposition eut persuadé le conseil communal de la nécessité de construire un pont définitif à cet endroit. Il prévoyait ainsi le développement futur du quartier des Vennes.
L’ouvrage, achevé en 1905, est un pont en béton armé du système de l’ingénieur français François Hennebique. La passerelle mesure une dizaine de mètres de large.
À la clôture de l’exposition, la ville de Liège devint propriétaire de l’ouvrage.
En 2016, le pont est classé au Patrimoine immobilier de la Région wallonne.